# الزان النحاسي (رواية)
الزان النحاسي هي رواية صدرت عام 1992 للكاتبة الأيرلندية ميف بينتشي. تدور أحداثها في الخمسينيات والستينيات، وتتبع حياة ثمانية شخصيات يعيشون في بلدة أيرلندية صغيرة. سجلت الرواية ككتاب صوتي لهيئة الإذاعة البريطانية في عام 2007.

## حبكة
تبدأ القصة بزيارة الأسقف لهذه البلدة الصغيرة في العام المقدس عام 1950. تتبع الرواية حياة ثمانية أشخاص، لمدة 20 عامًا تقريبًا بدءًا من عام 1950. لكل منهما هو عنوان فصل: مادي، مورا، إدي، دكتور جيمز، نورا كيلي، نيسا، ريتشارد وليو (ليونورا). أربعة منهم زملاء في المدرسة المحلية (مورا وإدي ونيسا وليو) وكان عمرهم حوالي 10 سنوات عندما زار الأسقف المدينة. اثنان (نورا كيلي ومادي) مدرسان في المدرسة. ريتشارد أكبر من ابن عمه قادم من دبلن، وصل الدكتور جيمز قبل عام 1940 كشريك شاب للطبيب العجوز. إنهم يعيشون في بلدة شانكاريج الأيرلندية الصغيرة. نقش خريجو المدرسة الواقعة على التل الأحرف الأولى من أسمائهم على شجرة زان كبيرة.

## كتاب مسموع
سجلت الرواية ابنة عمها، الممثلة كيت بينتشي، ككتاب صوتي لهيئة الإذاعة البريطانية في 2007. وسجلت إصدارات أخرى من الكتب الصوتية امثال باربرا كاروسو، وفيونولا فلاناغان.